# Трина (Лука)
Трина је насеље у Италији у округу Лука, региону Тоскана.
Према процени из 2011. у насељу је живело 25 становника. Насеље се налази на надморској висини од 265 м.